# Comté de Surf Coast
Le comté de Surf Coast est une zone d'administration locale dans le sud du Victoria en Australie près de Geelong.
Il est traversé par la Princes Highway.
Il résulte de la fusion en 1995 des anciens comtés de Winchelse, Barrabool et d'une partie de la ville de Barwon Sud.
Le comté comprend les villes d'Aireys Inlet, Anglesea, Lorne, Moriac, Torquay et Winchelsea.